# Oldřich Duras
Oldřich Duras (ur. 30 października 1882 w Pchery w Bohemii, zm. 5 stycznia 1957 w Pradze) – czeski szachista, kompozytor szachowy oraz publicysta, arcymistrz od 1950 roku.

## Kariera szachowa
Odgrywał pierwszoplanową rolę w międzynarodowych turniejach szachowej elity, był równoprawnym przeciwnikiem takich szachistów, jak Akiba Rubinstein, Carl Schlechter, Geza Maroczy czy Frank Marshall. W 1905 roku wspólnie z Rubinsteinem wygrał turniej w Barmen. W 1908 roku dwukrotnie dzielił pierwsze miejsce na turniejach w Pradze (ze Schlecheterm) i Wiedniu (ze Schlechterem i Maroczym). Turniej we Wrocławiu w 1912 roku zakończył na pierwszym miejscu wspólnie z Rubinsteinem, wyprzedzając między innymi Richarda Teichmanna, Siegberta Tarrascha i Marshalla. Trzykrotnie (1905, 1909, 1911) triumfował w mistrzostwach krainy czeskiej.
Według retrospektywnego systemu Chessmetrics, najwyższy ranking osiągnął w sierpniu 1909 r., z wynikiem 2743 zajmował wówczas 4. miejsce na świecie (za Emanuelem Laskerem, Akibą Rubinsteinem i José Raúlem Capablanką). W 1950 r. Międzynarodowa Federacja Szachowa przyznała mu honorowy tytuł arcymistrza, za wyniki uzyskane w przeszłości.